# Religión en Lituania
Según el censo de 2011, la "religión predominante en Lituania" es el cristianismo, con la mayor confesión de la Iglesia católica. A principios del siglo XXI, alrededor del 77% de la población es católica según el censo de 2011. También hay grupos más pequeños de cristianos ortodoxos, evangélicos luteranos, miembros de la iglesia reformada, otros protestantes, judíos y musulmanes, así como personas de otras religiones. Algunos elementos de la antigua religión pagana lituana sobreviven en el campo, mezclados con cristianismo.[cita requerida]
De acuerdo con ua encuesta del Eurobarómetro el 47% de los ciudadanos lituanos respondieron que "creen que hay un Dios", el 37% respondió que "creen que hay algún tipo de espíritu o fuerza vital", y 12% dijo que "no creen que haya ningún tipo de espíritu, dios o fuerza vital".

## Historia
El primer censo en Lituania independiente, en 1923, estableció la siguiente distribución religiosa: católica: 85,7 por ciento; Judíos: 7,7 por ciento; Protestante - 3,8 por ciento; Griego ortodoxo - 2,7 por ciento.

## Población por confesión religiosa
As per the 2011 census:
- Iglesia católica – 77,2% (2.350.478)
- Iglesia ortodoxa – 4,1% (125.189)
- Viejos creyentes – 0,8% (23.330)
- Iglesia luterana – 0,6% (18.376)
- Calvinismo – 0,2% (6.731)
- Islam suní - 0,1% (2.727)
- Judaísmo – 0,04% (1.229)
- Griegos católicos – 0,02% (706)
- Caraísmo – 0,01% (310)
- Otras religiones – 0,7% (19.926)
- Sin religión – 6,1% (186.670)
- Sin especificar – 10,1% (307.757)[5]

## Cristianismo

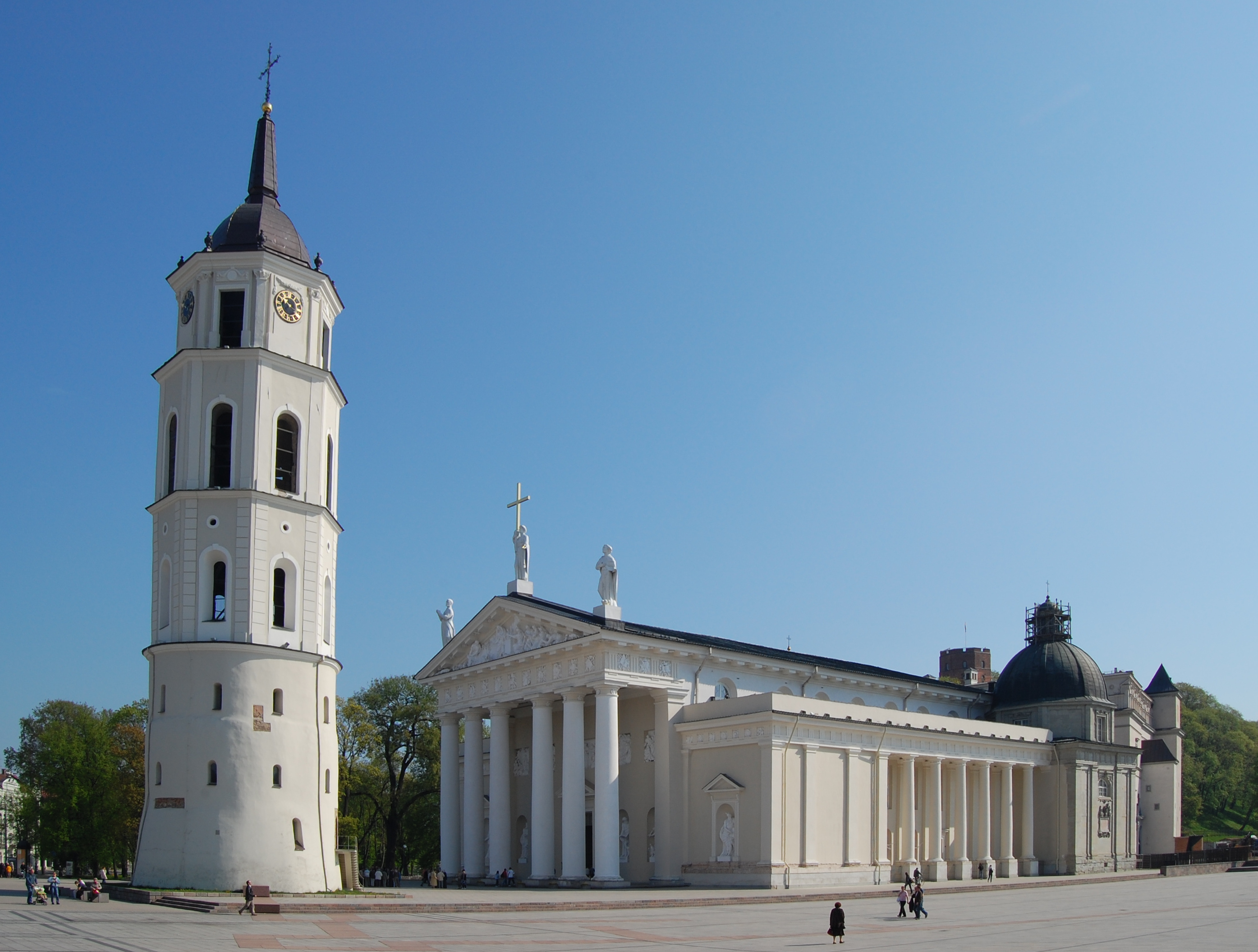
Catedral de Vilna, es el corazón de la vida espiritual católica en Lituania.

### Iglesia católica
Según el censo de 2011, el 77.2% de los lituanos pertenecen a la Iglesia católica. La Iglesia Católica ha reclamado la adhesión de la mayoría de Lituania desde la cristianización de Lituania en los siglos XIV y XV. Lituania mantuvo su identidad católica bajo el Imperio ruso y más tarde bajo la Unión Soviética cuando algunos sacerdotes católicos lideraron la resistencia contra el régimen comunista, que se conmemora en la Colina de las Cruces cerca de Šiauliai, un santuario a la resistencia anticomunista. La actividad política ha continuado después de la independencia contra el socialismo y el liberalismo, especialmente en cuestiones éticas.

### Iglesia ortodoxa

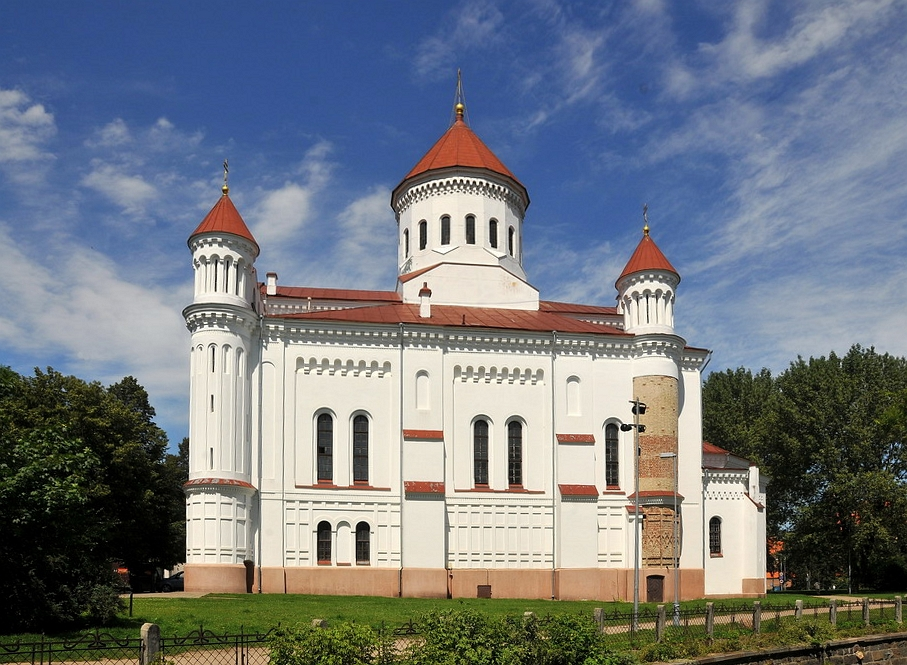
Catedral de Theotokos, Vilnius. La catedral pertenece a la Iglesia Ortodoxa Rusa y fue renovada nuevamente en 1998. Sus servicios son atendidos principalmente por residentes étnicos rusos y bielorrusos de Vilna.

La Iglesia Ortodoxia oriental recoge el 4,1% de la población, principalmente la minoría rusa.

### Protestantismo
Los protestantes son el 0,8%, de los cuales 0,6% son luteranos y 0,2% son reformados. Según Losch (1932), los luteranos eran el 3,3% de la población total; eran principalmente alemanes en el Territorio de Memel (ahora Klaipėda). También hubo una pequeña comunidad reformada (0,5%) que aún persiste. El protestantismo ha disminuido con la expulsión de la población alemana, y hoy en día está representado principalmente por lituanos étnicos en todo el norte y el oeste del país, así como en grandes áreas urbanas. Los creyentes y el clero sufrieron mucho durante la ocupación soviética, con muchos asesinados, torturas o deportaciones a Siberia. Evangélicos llegados recientemente han establecido misiones en Lituania y también el número sumando 23.mil creyente desde 1990.

#### Luteranismo

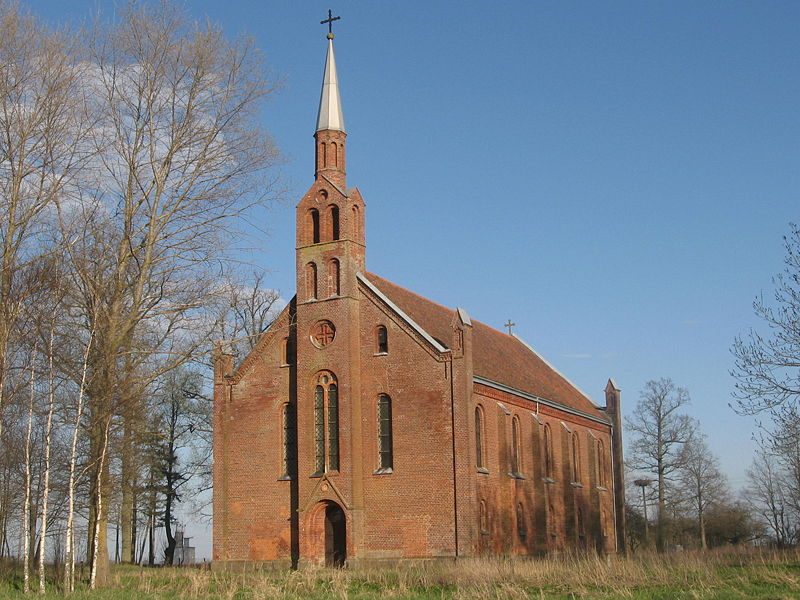
Iglesia evangélica luterana en Vyžiai.

Los Protestantes componen el 0,8% de la población, con un 0.56% perteneciente a la Iglesia Evangélica Luterana de Lituania.
El luteranismo en Lituania data del siglo XVI, cuando provenía principalmente de las áreas vecinas controladas por los alemanes de Livonia y Prusia Oriental. Un Sínodo en Vilna unió la iglesia en 1557. La red parroquial cubría casi todo el Gran Ducado, con centros distritales en Vilnius, Kedainai, Biržai, Slucke, Kojdanove y Zabludove después Izabeline. Pequeñas comunidades protestantes están dispersas en las partes norte y oeste del país.
La mayoría de los lituanos prusianos que viven en Prusia Oriental y en Memelland (desde 1945, la Región de Klaipeda de Lituania) pertenecían a la Iglesia Evangélica de la antigua Unión Prusiana. La mayoría se reasentó en la Alemania Occidental después de la Segunda Guerra Mundial junto con los alemanes étnicos habitantes.
Desde 1945, el luteranismo en Lituania ha disminuido en gran medida debido a la continua secularización que se extiende por toda Europa.

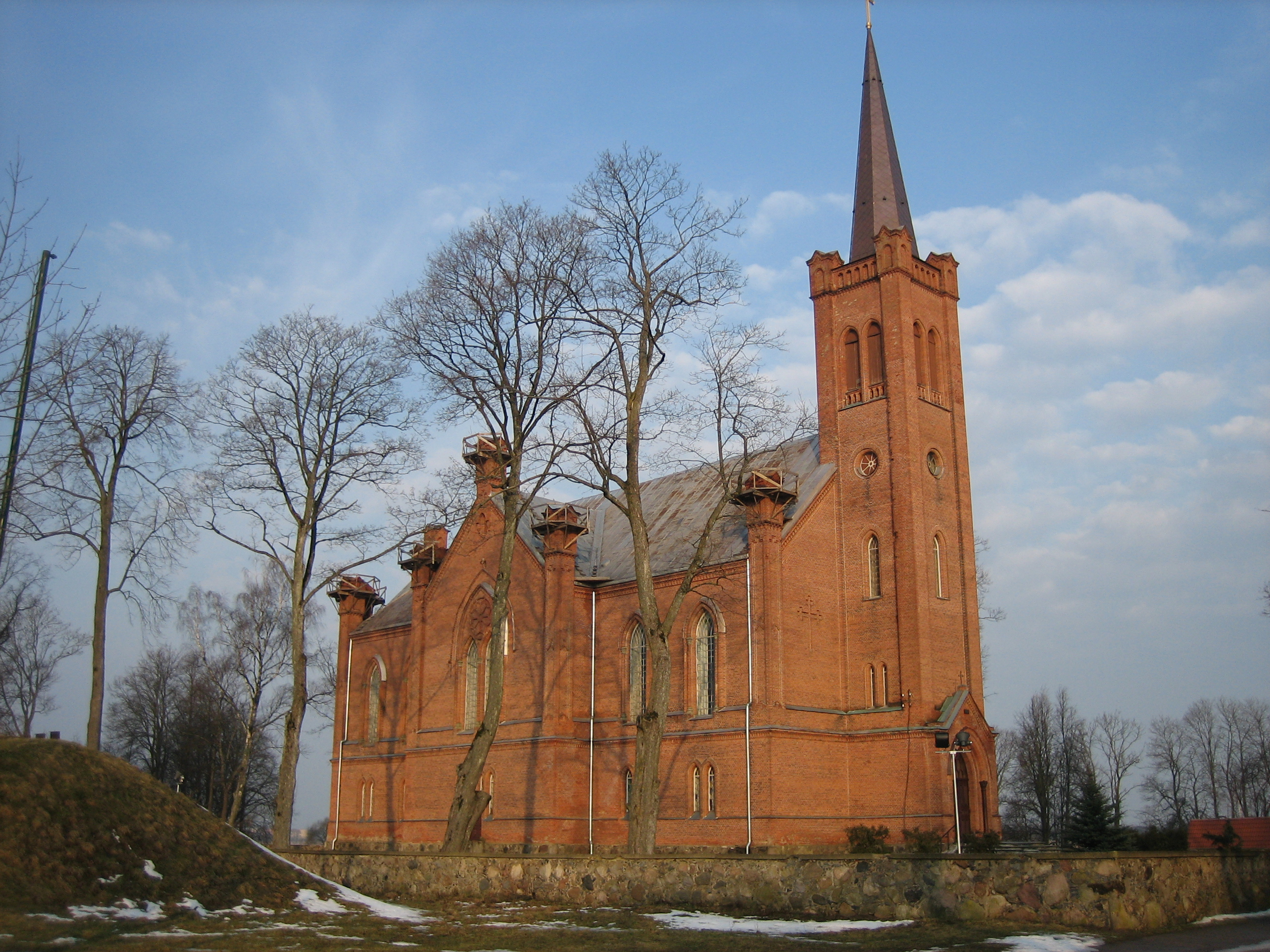
Iglesia Reformada Evangélica de Lituania en Biržai.

#### Calvinismo
La Iglesia Evangélica Reformada de Lituania es una denominación histórica que se fundó en 1557. El miembro más destacado fue Szymon Zajcusz. En la segunda mitad del siglo XVI, los unitarios se separaron. La denominación tiene más de 7000 miembros en 14 congregaciones. La iglesia es miembro de la Comunión Mundial de Iglesias Reformadas y la Comunidad Mundial Reformada

#### Otros protestantes
Varias iglesias protestantes han establecido misiones en Lituania desde 1990, incluida la Iglesia Metodista, la Unión Baptista, los Menonitas,
y el World Venture.

### Griegos católicos
El centro de la vida de los griegos católicos en Lituania es el Monasterio Basiliano y la Iglesia de la Santísima Trinidad en Vilnius. En el pasado, el monasterio era multiétnico pero ahora sirve a una comunidad principalmente ucraniana.

## Islam

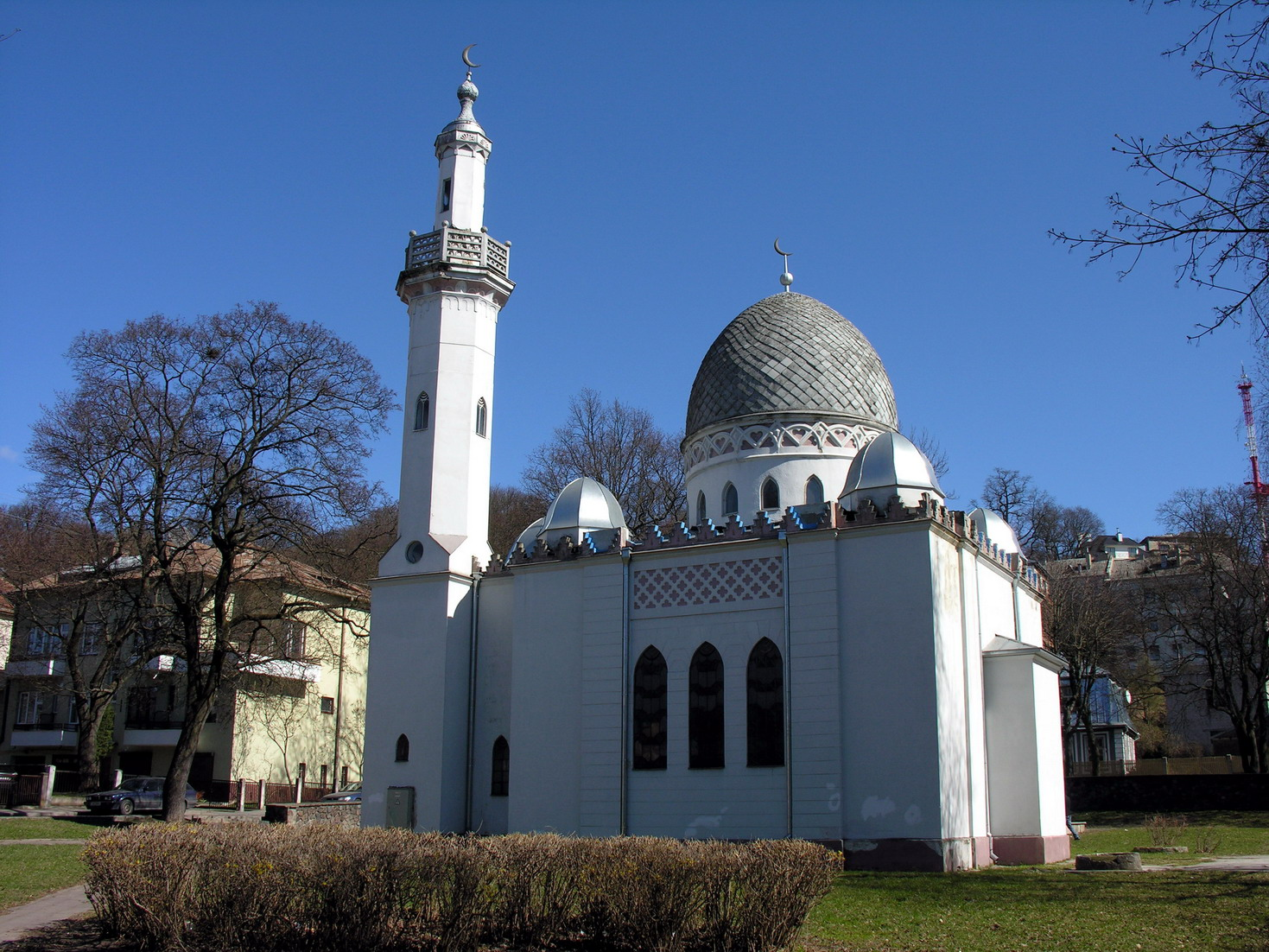
Mezquita de Kaunas.

En Lituania, el islam tiene una larga historia a diferencia de muchos otros países del norte de Europa. El Gran Ducado de Lituania medieval de la Commonwealth polaco-lituana permitió a los musulmanes, especialmente a los tártaros de Crimea establecerse en las tierras del sur. Algunas personas de esas tierras fueron trasladadas a tierras étnicamente lituanas, ahora la actual República de Lituania, principalmente bajo el gobierno del Gran Duque Vytautas. Los tártaros, ahora conocidos como tártaros lituanos, perdieron su idioma con el tiempo y ahora hablan lituano como nativos; sin embargo, han mantenido fuertemente su fe musulmana.

## Judaísmo

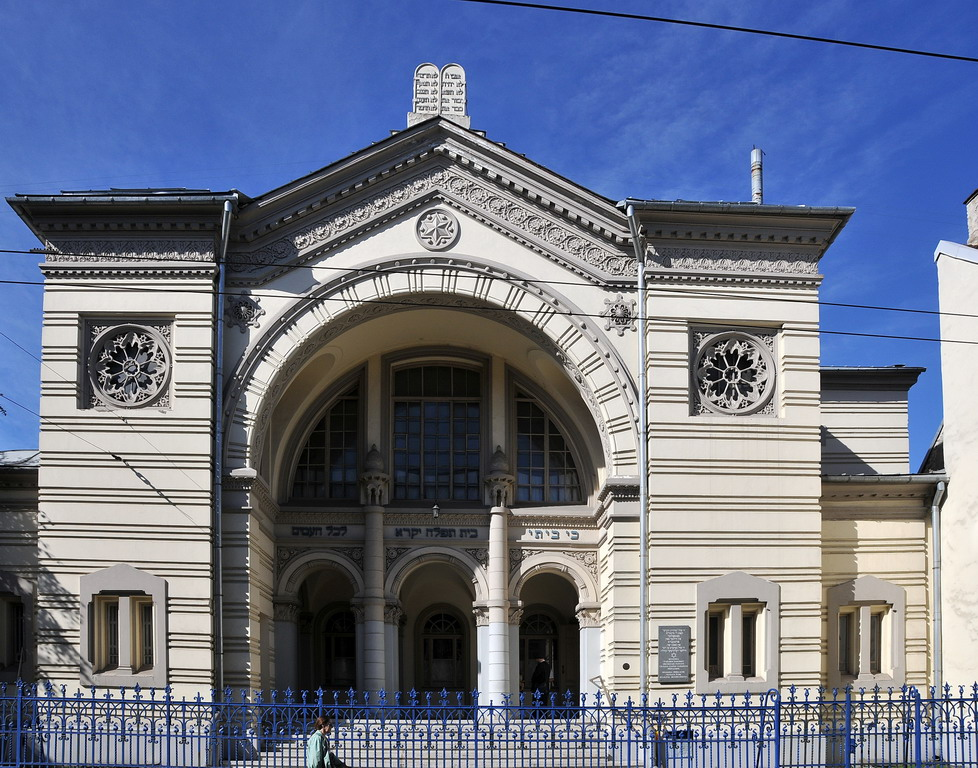
Sinagoga coral de Vilna, la única sinagoga en Vilnius para sobrevivir el Ocupación de Lituania por la ocupación nazi de Alemania nazi..

La comunidad judía lituana tiene raíces que se remontan a antes de la época del Gran Ducado de Lituania. Lituania fue históricamente el hogar de una gran comunidad judía y un importante centro de erudición y cultura judía desde el siglo XVIII hasta que la comunidad estuvo casi completamente eliminada durante el Holocausto. Antes de Segunda Guerra Mundial, la población judía lituana era de aproximadamente 160,000, aproximadamente el 7% de la población total. Vilna tenía una comunidad judía de casi 100.000, alrededor del 45% de la población total de la ciudad con más de 110 sinagogas y 10 yeshivot en la ciudad.
Todavía hay comunidades de judíos de ascendencia lituana en todo el mundo, especialmente en Israel, los Estados Unidos, Sudáfrica, Zimbabue, Brasil y Australia.
Según el censo de 2001, había 1.272 partidarios del judaísmo rabínico y judaísmo caraíta. Cerca de 4.000 judíos fueron contados en Lituania durante el censo de 2005.

### Caraísmo

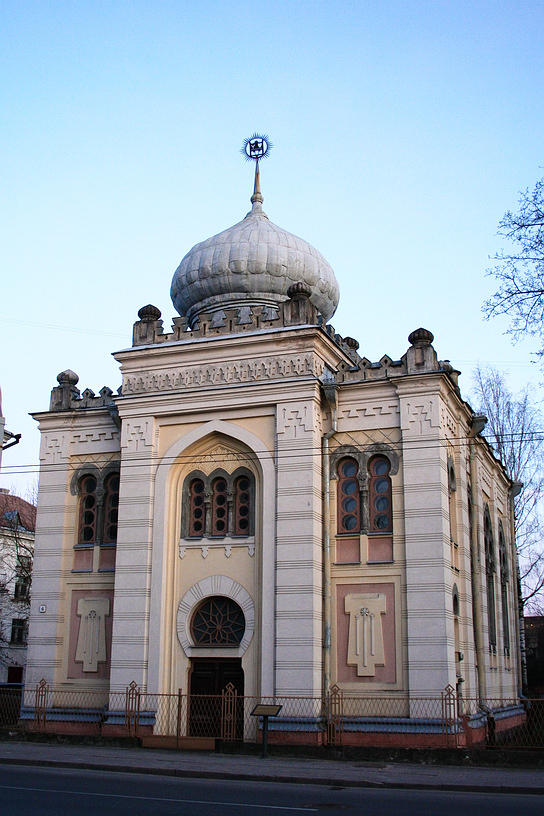
kenesa caraíta en Vilna.

Según una tradición Karaite, cientos de Caraítas de Crimea fueron invitados a Lituania por el Gran Duque Vytautas para instalarse en Trakai en 1397. Una pequeña comunidad permanece hoy en Trakai, que ha conservado los idioma turco e idioma Karaim y costumbres distintivas, como su plato tradicional llamado "kibinai", una especie de pastel de carne, y su casas con tres ventanas, una para Dios, una para la familia y una para el Gran Duque Vytautas.

## Romuva
La Lituania medieval fue la última nación pagana en Europa, oficialmente en convertirse al cristianismo en el siglo XIV. El movimiento neopagano Romuva, establecido en 1967, , reconstruir y revivir paganismo lituano.